# Postpartumpsykos
Postpartumpsykos, puerperalpsykos eller förlossningspsykos är ett slags psykos som kan drabba mödrar efter förlossning; det kan också vara specifikt knutet till amning och kallas då amningspsykos (eller laktationspsykos). Psykosen är mycket allvarlig och kräver akut psykiatrisk vård.
Postpartumpsykos är den allvarligaste störningen som kan drabba kvinnor vid barnafödande, lindrigare psykiska besvär innefattar postpartumdepression. Postpartumpsykos eller bipolärt skov drabbar 1 till 2 per 1000 nyblivna mammor. Kvinnor som har långvariga psykotiska syndrom har en ökad risk att återfalla i ett psykotiskt skov de första tre månaderna efter att ha fött barn.

## Symtom och diagnos
ICD-10 räknar postpartumpsykoser till klassen Beteendesyndrom associerade med fysiska störningar och fysiska faktorer (F53.1). För att psykosen ska klassas som postpartumpsykos enligt ICD-10, krävs att psykosen uppkommer inom sex veckor efter förlossning, och att psykosen inte kan förklaras med annan diagnos i manualen. Insjuknandet i postpartumpsykos brukar föregås av sömnstörningar och problem att varva ner. Själva psykosen kan sedan uppkomma mycket plötsligt eller långsamt, inom fem veckor efter förlossningen. Om kvinnan avbryter medicinering under amningen kan dock psykosens utbrott fördröjas och komma senare. Patienter med postpartumpsykos reagerar ofta bra på psykofarmaka och psykosen är sällan bestående.
Postpartumpsykoser uppträder som regel som affektiva psykoser med bipolära drag vilka kännetecknas av ångestfyllda stämningslägen, att pendla mellan depression och manier samt  tvångshandlingar. Liksom vid andra psykoser förekommer hallucinationer, tankestörningar och vanföreställningar. De kognitiva störningarna är som regel knutna till barnet eller barnets far, och kan innefatta tankar om att barnet är utvalt av Gud, att en känd person är barnets riktiga far, eller att barnet blivit besatt av Djävulen. Tankarna kan ofta innefatta inslag av att känna sig hemligt övervakad. Tankarna som psykosen ger blir ofta så fängslande att kvinnan struntar i sitt barn.
En kvinna som drabbas av postpartumpsykos måste ha akut psykiatrisk hjälp, eftersom det finns en stor risk för att den drabbade skadar sig själv eller barnet. Av samtliga som drabbas av postpartumpsykos dödar 4 % sitt barn och 5 % begår självmord.

## Riskgrupper
De drabbade lider ofta sedan tidigare av en psykisk störning, alternativt finns ofta en stark hereditet, där bipolär sjukdom är en vanlig diagnos. Omkring 35 % av kvinnorna som drabbas av postpartumpsykos har tidigare varit inlagda på sjukhus för psykiska besvär inom två år före förlossningen. Omkring 70-80 % har bipolär sjukdom, medan omkring 10 % har schizofreni.
Många kvinnor som blir inlagda på psykiatrisk klinik har fött barn de senaste fem åren. Det är därför troligt att föräldraskapet triggar igång en tidigare latent störning. Andra saker som kan påverka insjuknande är att kvinnan är ensamstående, äldre, att förlossningen varit dramatisk. socioekonomiska problem, eller att någon annan släkting har haft det. Gravida kvinnor som genomgår litiumbehandling men som avbryter medicineringen, löper också ökad risk.

## Behandling
Kunskapsläget i fråga om behandlingsmetoder har kartlagts av svenska SBU år 2021, som har ringat in vilka metoder som det finns tillförlitlig kunskap om och för vilka metoder det inte finns. Kartläggningen gäller systematiska översikter av läkemedel, psykologisk behandling, fysisk aktivitet, akupunktur, ljusterapi och kosttillskott. Flertalet studier bedömdes ha måttlig eller hög risk för snedvridna resultat.
På försök har östrogenbehandling givits nyblivna mödrar med tidigare postpartumpsykoser och postpartumdepressioner. Försöken har ibland gett goda resultat. Goda resultat skulle i så fall bero på östrogenet betydelse för dopaminets och serotoninets verkningar i hjärnan. De goda resultaten kan antyda att nivåförändringarna av östrogen vid förlossningen kan vara en förklaring till etiologin. Andra tester med östrogenbehandling har dock inte gett några resultat alls.